# Maria Laetitia Ramolino
Maria Laetitia Ramolino (Ajaccio op Corsica, 24 augustus 1750 — Rome, 2 februari 1836), genoemd Madame Mère, was de moeder van Napoleon Bonaparte. Alhoewel ze de (groot)moeder van keizers, koningen en prinsen was, had ze geen adellijke of keizerlijke titel. 

## Levensloop
Ze was de dochter van Giovanni Geronimo Ramolino (13 april 1723-1755) en Angela Maria Pietrasanta (ca. 1725-1790). Haar opvoeding was eenvoudig. Hoewel de Fransen in 1769 zeggenschap over haar geboorte-eiland Corsica kregen, heeft ze nooit de moeite genomen om Frans te leren. Wel sprak ze Corsicaans en een beetje Italiaans. 
Ze trouwde op 2 juni 1764 op veertienjarige leeftijd met Carlo Maria Buonaparte en was de "stammoeder" van de familie Bonaparte. Ze was, naar eigen zeggen, “De enige vrouw in de geschiedenis die één keizer en zoveel koningen heeft geranseld”, waarmee ze zei dat ze een strenge vrouw was. In 1785, toen ze 35 was, stierf haar man Carlo Buonaparte. Een jaar voor zijn dood was hij vertrokken naar Montpellier in Zuid-Frankrijk. Hier werd hij behandeld voor maagkanker, waaraan hij stierf. Hun dochter Pauline en twee van hun zoons, Lucien en vermoedelijk ook Napoleon, sterven aan dezelfde ziekte. Na Carlo's dood bleek hij een groot aantal schulden te hebben gemaakt. Hierdoor raakten zij afhankelijk van de zorgen van een oom. De oudste zoon Joseph was teruggekeerd naar Corsica, en dus was het aan de toen zestien jaar oude Napoleon om de zaken in Frankrijk van zijn vader over te nemen.
Maria Laetitia moest Corsica ontvluchten en vestigde zich met haar gezin in Marseille. Haar voornaamste zorg was de carrière van haar vijf overlevende zonen en een goed huwelijk voor haar drie dochters. Haar mening was voor Napoleon zeer belangrijk - naar verluidt was zij erg streng in de opvoeding van haar kinderen. Er waren steeds vaker onenigheden in het gezin. Een twist tussen Napoleon en zijn broer Lucien over diens tweede huwelijk weerhield haar er zelfs van de zelfkroning van haar zoon tot keizer, in de Notre-Dame in Parijs, bij te wonen. Op het schilderij van Jacques-Louis David, "Le sacre de Napoléon", zijn Lucien en Maria Laetitia tussen de genodigden afgebeeld. In werkelijkheid verbleven zij beiden in Rome.
In 1814 bezocht ze Napoleon tijdens zijn ballingschap in Elba. Na de definitieve nederlaag van Napoleon woonde ze in het Palais Bonaparte in Rome. Ze stierf van ouderdom te Rome op 85-jarige leeftijd, een kleine vijftien jaar na de dood van Napoleon Bonaparte. Tegen die tijd was ze nagenoeg blind.

## Kinderen
Carlo en Laetitia kregen dertien kinderen, waarvan er acht de volwassen leeftijd bereikten:
- Napoleone Bonaparte, geboren en gestorven op 17 augustus 1765
- Maria Anna Buonaparte (3 januari 1767 – 1 januari 1768)
- Jozef (7 januari 1768 – 28 juli 1844), koning van Napels en Spanje, trouwde met Julie Clary
- Napoleon (15 augustus 1769 – 5 mei 1821), keizer der Fransen, trouwde Joséphine de Beauharnais en Marie Louise van Oostenrijk
- Maria Anna Buonaparte (geboren en gestorven 1770)
- Maria Anna Buonaparte (14 juli 1771 – 23 november 1771)
- doodgeboren zoon (1772)
- Lucien (21 mei 1775 - 29 juni 1840), trouwde met Christine Boyer en Alexandrine de Bleschamps
- Elisa (3 januari 1777 – 6 augustus 1820), groothertogin van Toscane, trouwde Félix Baciocchi
- Lodewijk (2 september 1778 - 25 juli 1846), koning van Holland, trouwde met Hortense de Beauharnais
- Pauline (20 oktober 1780 - 9 juni 1825), trouwde Charles Leclerc en prins Camillo Borghese
- Carolina (25 maart 1782 – 18 mei 1839), trouwde met Joachim Murat
- Jérôme (15 november 1784 - 24 juni 1860), koning van Westfalen, trouwde met Elizabeth Patterson, Catharina van Württemberg en Giustina Pecori-Suárez

## Trivia
- Haar halfbroer Joseph Fesch steunde zijn neef de keizer en werd kardinaal tijdens het keizerrijk.
- De Zwitserse kunstschilderes Barbara Bansi (1777-1863) was een gezellin van Maria Laetitia Ramolino tijdens haar verblijf in Ischia.[2]

- Bibsys: 90557368
- Biblioteca Nacional de España: XX1195185
- Bibliothèque nationale de France: cb11938514g (data)
- Gemeinsame Normdatei: 118661310
- International Standard Name Identifier: 0000 0000 8342 5557
- Library of Congress Control Number: n81022674
- Bibliotheek van het Japanse parlement: 00620393
- Nationale Bibliotheek van Tsjechië: xx0010565
- Nationale Bibliotheek van Israël: 987007313603905171
- Nationale Bibliotheek van Polen: a0000001744623
- Nederlandse Thesaurus van Auteursnamen: 115693866
- Réseau des bibliothèques de Suisse occidentale: 02-A003022160
- Istituto Centrale per il Catalogo Unico: CUBV029379
- LIBRIS: 300299
- SNAC: w6hq44rr
- Système universitaire de documentation: 027316351
- Virtual International Authority File: 29542530
- WorldCat: E39PBJvt88DC8BQxRf3qrJH6Kd